# Грузинська вулиця (Санкт-Петербург)
Грузинська вулиця - вулиця у Фрунзенському районі Санкт-Петербурга. Проходить від сполучної лінії Жовтневої залізниці до вулиці Салова.

## Історія

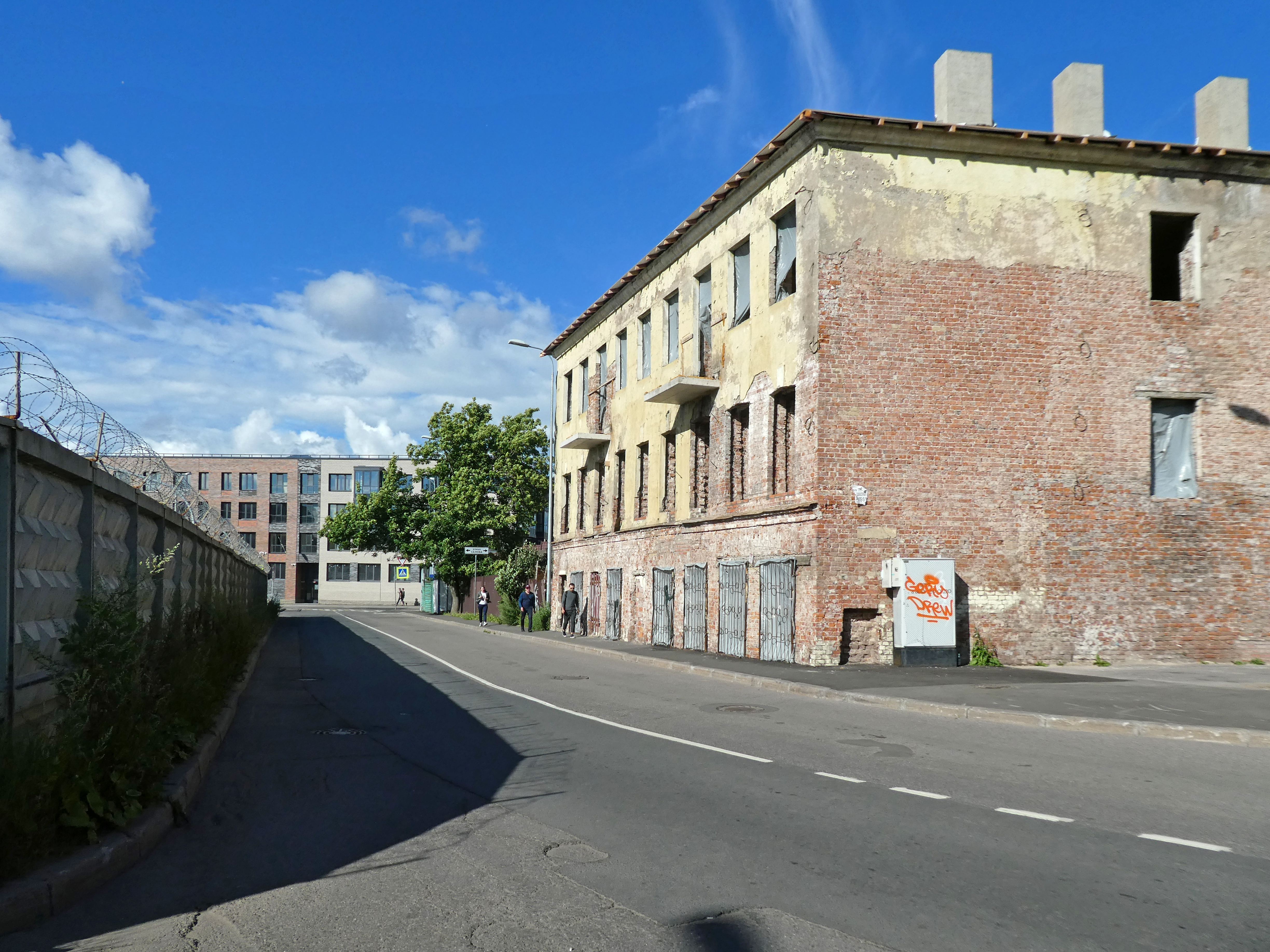
Вид у бік вулиці Салова

Оригінальна назва Безіменний провулок відома з 1896 року, з 1909 року — Безіменна вулиця.

Сучасна назву Грузинська вулиця дано 3 серпня 1940 року в честь Грузії, в ряду вулиць, найменованих за союзними республіками СРСР.